# Eneko Llanos
Pour les articles homonymes, voir Llanos (homonymie) et Burguera.
Llanos  Burguera est un nom espagnol. Le premier nom de famille, en général paternel, est Llanos ; le second, en général maternel, souvent omis, est Burguera.
Eneko Llanos Burguera né le 30 novembre 1976 à Vitoria-Gasteiz en Espagne est un triathlète professionnel, champion du monde longue distance.

## Biographie
Eneko Llanos est qualifié pour le premier triathlon olympique, lors des Jeux olympiques d'été de 2000 à Sydney en Australie ou il prend la 23e place en 1 h 50 min 48 s 035. Il est qualifié de  nouveau pour les Jeux olympiques d'été de 2004 à Athènes en Grèce et termine à la 20e place dans une course difficile qu'il termine en 1 h 54 min 52 s 037.

## Palmarès
Le tableau présente les résultats les plus significatifs (podium) obtenus sur le circuit international de triathlon depuis 2002,.

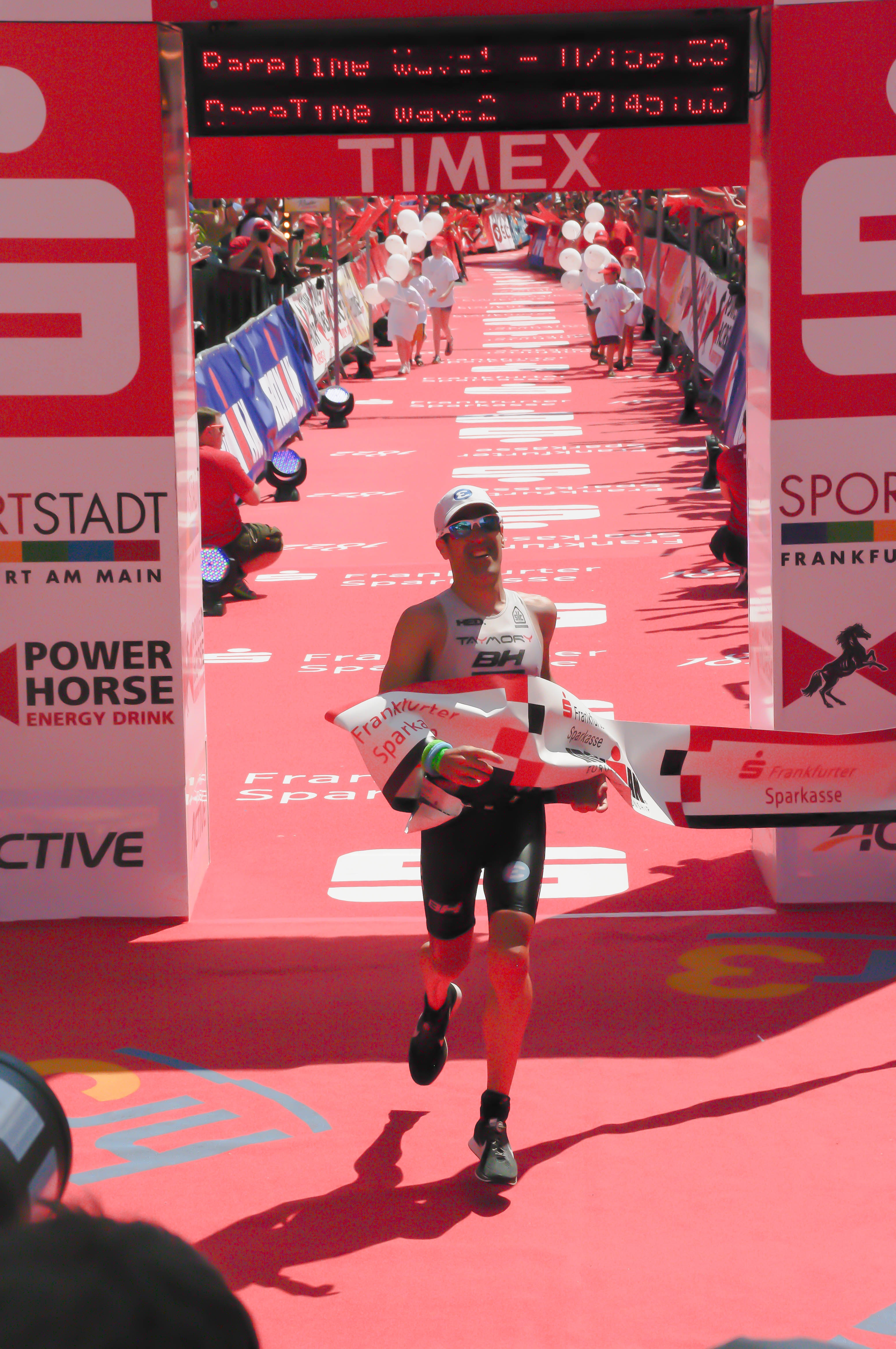
Eneko Llanos à l'Ironman Allemagne en 2013

| Année | Compétition                                  | Pays       | Position          | Temps           |
| ----- | -------------------------------------------- | ---------- | ----------------- | --------------- |
| 2019  | Ironman Vitoria-Gasteiz                      | Espagne    | Médaille d'or     | 7 h 55 min 10 s |
| 2018  | Ironman Arizona                              | États-Unis | Médaille d'or     | 8 h 4 min 24 s  |
| 2017  | Ironman Autriche                             | Autriche   | Médaille d'argent | 8 h 12 min 43 s |
| 2015  | Ironman 70.3 Lanzarote                       | Espagne    | Médaille d'or     | 4 h 6 min 26 s  |
| 2014  | Ironman 70.3 Autriche                        | Autriche   |                   | 3 h 51 min 51 s |
| 2014  | Challenge Roth                               | Allemagne  |                   | 8 h 9 min 29 s  |
| 2013  | Ironman Allemagne                            | Allemagne  |                   | 7 h 59 min 58 s |
| 2013  | Ironman Melbourne                            | Australie  |                   | 7 h 36 min 8 s  |
| 2013  | Ironman 70.3 Majorque                        | Espagne    |                   | 3 h 52 min 36 s |
| 2012  | Championnat du monde longue distance         | Espagne    |                   | 5 h 31 min 39 s |
| 2011  | Ironman Arizona                              | États-Unis |                   | 7 h 59 min 38 s |
| 2011  | Ironman Texas                                | États-Unis |                   | 8 h 8 min 20 s  |
| 2011  | Xterra - Championnat du monde                | États-Unis |                   | 2 h 28 min 26 s |
| 2010  | Ironman Lanzarote                            | Espagne    |                   | 8 h 37 min 42 s |
| 2010  | Championnat d'Europe longue distance         | Espagne    |                   | 5 h 35 min 34 s |
| 2010  | Challenge Roth                               | Allemagne  |                   | 8 h 2 min 33 s  |
| 2009  | Xterra - Championnat du monde                | États-Unis |                   | 2 h 37 min 22 s |
| 2008  | Ironman - Championnat du monde à Kailua-Kona | États-Unis |                   | 8 h 20 min 50 s |
| 2007  | Challenge Roth                               | Allemagne  |                   | 8 h 6 min 6 s   |
| 2007  | Xterra Europe                                | Espagne    |                   | 1 h 23 min 3 s  |
| 2005  | Xterra - Championnat du monde                | États-Unis |                   | 2 h 41 min 41 s |
| 2004  | Xterra - Championnat du monde                | États-Unis |                   | 2 h 28 min 44 s |
| 2004  | Championnat d'Europe                         | Espagne    |                   | 1 h 45 min 4 s  |
| 2003  | Championnat du monde longue distance         | Espagne    |                   | 5 h 37 min 15 s |
| 2003  | Xterra - Championnat du monde                | États-Unis |                   | 2 h 32 min 56 s |
| 2002  | Xterra - Championnat du monde                | États-Unis |                   | 2 h 23 min 57 s |